# Daniel Perlongo
Daniel James Perlongo (Gaastra, 23 september 1942) is een Amerikaans componist en muziekpedagoog.

## Levensloop
Perlongo studeerde aan de Universiteit van Michigan in Ann Arbor en behaalde aldaar zijn Bachelor of Music en zijn Master of Music. Zijn compositie docenten aldaar waren George Balch Wilson, Leslie Bassett en Ross Lee Finney. Met een studiebeurs van het Fulbright-programma studeerde hij twee jaar bij Gofreddo Petrassi aan de Accademia Nazionale di Santa Cecilia in Rome. 
Als docent is hij werkzaam aan de Indiana University of Pennsylvania in Indiana. 
Perlongo's orkestmuziek is bekend voor het sensitieve lyrische en de bijzondere instrumentale combinaties, hij oogstte ervoor internationale bekendheid. Zijn Seven Pieces, voor orkest werden bekroond met de Joseph H. Bearns Prijs van de Columbia-universiteit in New York en zijn werken Myriad en Ephermeron beleefden een uitvoering en uitzending door het Symfonisch Orkest van de Radiotelevisione Italiana (RAI). Zijn Concertino won de Nebraska Sinfonia orchestral competition. Perlongo kreeg verdere prijzen en onderscheidingen zoals de Rome Prize van de American Academy in Rome, studiebeurzen van de American Academy-National Institute of Arts and Letters en de National Endowment for the Arts. Hij is huiscomponist van de Rockefeller Foundation's Villa Serbelloni in Bellagio en van de Montalvo center for the Arts in Saratoga, Californië.

## Composities

### Werken voor orkest
- 1968 Myriad, voor orkest
- 1972 Ephemeron, voor orkest
- 1973 Variations, voor klein orkest
- 1975 Voyage, voor kamerorkest
- 1980 Concertino, voor kamerorkest
- 1990 Lake Breezes, voor kamerorkest
- 1992 Concert, voor piano en orkest
- 1994 Shortcut from Bratislava, voor piano en orkest
- 1995 Sunburst, voor klarinet en orkest
- 1995 Two Movements, voor orkest
- Seven Pieces, voor orkest

### Werken voor harmonieorkest
- 1970 Changes, voor harmonieorkest
- 1984 Montalvo Overture, voor harmonieorkest
- 1991 Preludes and Variations, voor harmonieorkest

### Missen
- 1967 Missa brevis, voor sopraan, alt, tenor en bas

### Vocale muziek
- 1980 Six Songs, voor sopraan en piano - tekst: John Gracen Brown

### Kamermuziek
- 1965 Improvisation for four, voor klarinet, trompet, trombone en accordeon
- 1967 Intervals, voor viool, altviool en cello
- 1967 Movement for 8 players, voor dwarsfluit, klarinet, trompet, trombone, vibrafoon, gitaar, viool en cello
- 1969 Movement in Brass, voor 4 trompetten, 4 hoorns, 2 trombones, bastrombone en tuba
- 1969 Process 7,5,3, for 6 in 12, voor dwarsfluit, hobo, klarinet en 3 slagwerkers
- 1971 Tre Tempi, voor dwarsfluit, klarinet, hoorn, viool en cello
- 1972 Fragments, voor dwarsfluit en cello
- 1976 Ricercar, voor hobo, klarinet en fagot
- 1983 Strijkkwartet nr. 2
- 1987 A Day at Xochimilco, voor blaaskwintet en piano
- 1988 Novella, voor trombone en orgel
- 1989 By verse distills, voor viool, klarinet en piano
- 1993 Arcadian Suite, voor hoorn en harp
- 1995 Summer Music, voor 2 trompetten, hoorn, trombone en tuba
- Aureole, voor saxofoonkwartet
- Ricercar and Fragments, voor dwarsfluit en cello
- Thai Souvenir, voor viool en piano

### Werken voor orgel
- 1981 Tapestry

### Werken voor piano
- 1965 Sonata
- 1977 Serenade
- 1988 Suite
- 1990 First Set
- 2005 Gallery Set

### Werken voor slagwerk
- For Bichi, voor slagwerkkwartet